# Hogna ferox
Hogna ferox är en spindelart som först beskrevs av Lucas 1838.  Hogna ferox ingår i släktet Hogna och familjen vargspindlar. Inga underarter finns listade i Catalogue of Life.